# Johann Adam von Auersperg
Knez Johann Adam Joseph von Auersperg, avstrijski oz. tirolski maršal, * 27. avgust 1721; † 11. november 1795.

## Življenje
Bil je drugorojen sin Heinricha Josepha Johanna kneza Auersperga, vojvode Šlezijsko-Münsterberškega (1697-1783) in njegove prve žene Marije Dominike princese von und zu Lichtenstein (1698-1724).
Knez Adam Auersperg je bil dvakrat poročen, prvič leta 1746 s Katarino grofico von Schönfeld, drugič leta 1755 z Marijo Wilhelmino grofico von Neipperg
S prvega zakona se je rodilo  pet otrok, ki so vsi pomrli v dobi otroštva, eden, princ Jožef pa pred tridesetim letom-neporočen in brez potomstva. Johannov naziv kneza, ki mu ga je podelil cesar Franc, je ostal brez dediča in brez nadaljevanja linije po Johannovi strani. Njegove posesti in posesti njegovih dveh žena je podedoval njegov pranečak princ Karel Auersperg.
Johannova druga žena je bila dvorna dama Marija Terezije in ljubimka cesaričinega moža cesarja Franca Štefana, vojvode Lotarinškega. 
Na Češkem je Johann Adam posedoval dvorec in pripadajoče posestvo Rothenhaus in mnoga druga posestva, izmed katerih je najbolj poznana palača Auersperg na Dunaju, ki nosi njegovo ime. Tam je družina Auersperg, tedaj najpomembnejša družina na Dunaju, gostila tudi Mozarta in Haydna.
1. 1 2 3 4  Record #1018471677 // Gemeinsame Normdatei — 2012—2016.